# Тврђава Рам
44° 48′ 46″ С; 21° 19′ 49″ И / 44.81279° С; 21.33022° И
Рам је тврђава на десној обали Дунава у истоименом селу, удаљена 25 км од Пожаревца односно 15 км од Великог Градишта и нешто више од 100 км од Београда. Смештена је на стени која се са североисточне стране спушта ка Дунаву. Претпоставља се да је подигнута насупрот тврђави Харам која се налазила на супротној страни реке, а од које данас није ништа остало.
Остаци тврђаве су данас у добром стању. Године 2013 обављени су инфраструктурни радови на уређењу терена и безбедносној заштити посетилаца. Године 2019. тврђава је у потпуности реконструисана и представља занимљиву туристичку дестинацију. Кроз Рам пролази и Дунавска бициклистичка рута и сваке године неколико десетина хиљада туриста бициклиста посети Рам. Ово културно добро има вишеструки значај за очување историјске нити и културног идентитета нашег друштва.

## Локација
Тврђава Рам се налази на десној обали Дунава, 30 км североисточно од Пожаревца, у истоименом селу између Костолца и Великог Градишта.

### Карактеристике терена
На дунавској обали код Рама створен је природни какав се не може наћи стотинама километара узводно и низводно. Ту се уливају четири планинске реке - леве притоке Караш и Нера, и десне притоке Морава и Млава, наносећи невероватну количину земље, песка и камена. Тако пресецају матицу на четири дела, па Дунав овде постаје миран и питом. Ова појава омогућила је успостављање скеле код Рама, али је и један од разлога зашто су Турци овде подигли тврђаву. Задатак посаде тврђаве није био само да контролише пролазак Дунавом, већ и његов прелазак.
Рамска обала је виша од супротне, па Дунав овде делује много шири од реалних 4,1 километра. Иако је заправо најшири код Голупца, где од обале до обале има 6 километара, за Рам се каже да ту тече најшири српски Дунав. У прилог томе иде и чињеница да је преко пута Рама српски Банат, док је преко пута Голупца Румунија, па се и река дели између ове Србије и Румуније.

## Историја
Област око места на коме се налази тврђава Рам насељавана је још од праисторије, а по доласку Римљана била је део Дунавског лимеса у близини античког утврђења Ледерата. По досељавању, Словени у близини места на ком се данас налази тврђава формирају насеље.
Није познато када је тврђава подигнута, али је сигурно да спада међу најстарије утврде на овим просторима. У извештајима угарско-бугарских ратова с краја 9. века помиње се тврђава Харам, на супротној обали, док писани извори помињу Рам као место сукоба Византије и Угарске тек у 12. веку. Најстарији запис потиче из 1128. године, када су у његовој близини Византинци потукли Мађаре. Након што су Турци овладали нашим крајевима, окренули су се краљевини Угарској и освајању Панонске низије. У циљу заштите десне обале Дунава турски султан Бајазит II (1480—1512) је прерадио и ојачао постојећу утврду за потребу борбе ватреним оружјем. Зна се да је 1483. године, по његовом налогу на граници са Угарском подигнута тврђава са топовским отворима, што је Рам учинило једном од првих артиљеријских утврда на овом подручју, а самим тим и једну од најстаријих  у Србији.
Тврђава Рам је подигнута на стени која се са северозападне стране спушта ка Дунаву. Саградили су је Турци да би оснажили одбрану границе између Смедерева и Голупца од угарских упада. Стратешку важност ово утврђење је имало самоуправом до 1521. године, када су се прошириле границе турске империје на север, а оно је изгубило свој значај као погранична тврђава. Прве детаљније описе Рамске тврђаве оставио је турски путописац из 17. века Евлија Челебија. У периоду Кочине крајине тврђава је знатно оштећена због експлозије муниције 1788. године, када је изгинула аустријска посада предвођена бароном Фон Лопрештијем, познатим као херој од Рама. Током 18. века, у аустро-турским ратовима, Рам је поново стратешки значајно упориште, а затим замире до половине 19. века, када га Турци напуштају. Рам има одлике артиљеријске тврђаве, а по начину грађења се битно не разликује од старијих остварења војне архитектуре, иако спољном обрадом зидова одсликава византијску традицију.

### Историјске недоумице због имена Рама и Харама
Да би се разматрала историјска прошлост Рама морају се имати у виду и околна утврђења. Бројни путописци и истраживачи из XVIII и XIX века поистовећивали су рамску тврђаву са античким каструмом Ледератом, низводно на истој обали, а многи савремени истраживачи не разликују Рам (Храм) од Харама на супротној обали. Услед оваквог мешања топонима данас се у литератури наилази на податке о античкој Ледерати који се везују једном за каструм на левој, други пут за каструм на десној обали. Исто тако, многи подаци ce везују за Рам, без обзира да ли ce заиста односе на Рам (Храм) или на Харам. Од 12. века налази се на податке о утврђењима Храм и Харам, док се топоним Ледерата више не помиње.
Средином 15. века деспот Ђурађ Бранковић посредовао је да се склопи примирје између Турске и Угарске. Како је трговачки промет био значајан за српско становништво које је живело на обе обале, деспот је 1449. године предлагао да се турским трговцима допусти да слободно долазе y Београд, Ковин, Харам, Северин и Карансебеш, а за узврат, он ће одредити места на турској територији која ће моћи да посећују угарски трговци. Према редоследу набрајања места сигурно је да се овај податак односи на насеље на северној обали Дунава, а не на српски Рам, за који га везују готово сви савремени истраживачи. Занимљиво је да ce овом приликом насеље на северној обали назива Харам, a не Храм, како ce помиње y 12. веку. Како је током 15. века дошло до промене овог топонима није познато, али  ће ce y свим каснијим истраживањима ово насеље називати Харам, док ће ce насеље на десној обали помињати као Храм (Рам). Очигледно је да је ова промена довела до забуне код многих савремених истраживача и писаца, па ће ce тумачења историјских догађаја  погрешно везивати за једно или друго место.

## Изглед тврђаве
Рам има основу неправилног петоугла, највеће дужине 34 м и ширине 26 м. Утврђење чини 5 кула сличних по архитектонској концепцији али различитих основа. Распоређене су на четири нивоа (3 спрата и приземље), по једна у сваком темену петоугаоне основе, односно 3 на источном и 2 на западном бедему. Све куле су имале приземље и три спрата, док је на сваком спрату био по једна отвор за топ. У град се улази кроз Донжон кулу, смештену у југозападном темену утврде. Шетна стаза са бедема и кулом је са спољне стране имала парапет са зупцима за заклон војника-стражара.
Куле су различитог облика, али су истоветне по укупном одбрамбеном и архитектонском решењу. Имају приземље, два спрата и платформу оивичену зупцима, а на сваком спрату налазе се по три засведене топовске нише и једно зидано ложиште. Својом величином и изгледом издваја се улазна кула (Донжон кула), која има три спрата и две платформе са зупцима. Зиданим степеништем излазило се на бедеме, одакле се могло ући у куле. Око тврђаве је постојао и нижи спољни бедем са скривеним путем, као и ров преко кога се мостом ступало до капије. Главну иновацију представљају посебно грађени топовски отвори, распоређени у оквиру бедема и кула, који указују на активну примену артиљерије у систему одбране. У раздобљу турске власти око тврђаве се развило цивилно насеље, о чему данас сведоче остаци амама и каравансараја. Старост каравансараја процењује се на 6 векова и једини је сачуван објекат ове врсте у Србији. Може се рећи да је то први туристички објекат подигнут на најважнијем путу са Балкана ка северу према Будиму и Бечу. У централном делу тврђаве налазе се и остаци џамије. Археолошка истраживања вршена су током 1980. године. Од тог времена, иако релативно добро очувана, наредних 40 година тврђава у Раму била је изложена тихом пропадању у очекивању конзерваторских радова.
Тврђава је грађена као типично војничко артиљеријско утврђење, од ломљеног камена у добром кречном малтеру, а коришћена је и опека за сводове. Опкољена је са два мања спољна бедема и широким сувим шанцем. Шанац се прелази мостом смештеним код куле у југоисточном темену и њиме се улази у простор између тврђаве и ниског бедема око ње. Ширина и дебљина бедема је различита и варира од 1,87 м до 3,35 м, а свим бедемима (осим на западном, који је окренут ка Дунаву) се на истом растојању од кула налазе посебни отвори за топове. У централном делу тврђаве налазе се остаци старе џамије.
До 2019. године тврђава није била ни инфраструктурно, ни туристички уређена. Приступ локалитету био је дозвољен, упркос томе што је боравак на тврђави био небезбедан. У подножју локалитета налази се викенд насеље, али смештајни објекти нису категорисани нити се о њима води евиденција. Основне атракције на којима се овај локалитет базирао биле су археолошко налазиште Ледерата, каравансарај и православна црква. Према речима представника културних установа у овом месту, у Рамску тврђаву се до 2019. никада није озбиљно улагало, тако да се она није користила у туристичке сврхе јер није била обезбеђена. Године 2012. Невладина организација „Рамска тврђава“ општини је поднела захтев и елаборат за обнову утврђења. У Туристичкој организацији Велико Градиште почели су озбиљније да размишљају о овом проблему и створена је повољнија клима за решавање приступа и искоришћавања ове тврђаве. Идејне пројекте ревитализације Рамске тврђаве су радили Републички завод за заштиту споменика културе Београд и Регионални завод за заштиту споменика културе Смедерево, у сарадњи са Архитектонским факултетом у Београду, на основу програма рада студената на примени савремених принципа у области заштите и ревитализације архитектонског и археолошког наслеђа. Међутим, недовољна упућеност у постојање идејних решења и недостатак средстава за њихову реализацију довели су до тога да је општинска власт Великог Градишта, у априлу 2014. године, поверила израду пројекта обнове ове тврђаве турској агенцији за међународну сарадњу и развој ТИКА, са клаузулом да овај пројекат, вредан 170.000 евра, у потпуности финансира Турска.

### Археолошки артефакти пронађени на простору Рамске тврђаве
- гвоздени алат
- глеђосана керамичка здела
- керамичке луле за дуван
- коштани предмети

### Каравансарај
Каравансарај је удаљен око 50 м од тврђаве и налази се са њене југоисточне стране. Претпоставља се да је настао истовремено када и тврђава. Ово је један од ретко сачуваних утврђених каравансараја у Србији. Већина их је након одласка Турака порушена, пре свега као извор квалитетног грађевинског материјала.
Рамски каравансарај је правоугаона грађевина, чије су димензије 47,61 × 23,50 м. Дебљина спољашњих зидова је 1,15 м, а сачувани су у висини од око 3,5 м. Грађевина је имала два наспрамна улаза у подужним зидовима, односно у западном и источном зиду. Претпоставка је да се у објекат улазило кроз врата у западном зиду, директно с пута који је водио до тврђаве. У спољашњим зидовима сачувана су равномерно распоређена зидана ложишта, а између њих се налазе отвори — пушкарнице. Може се закључити да су се дуж ових зидова налазиле собе за смештај путника и трговаца. Преградни зидови између соба нису сачувани, јер су вероватно били дрвене конструкције. Број и величина просторија може се само претпоставити на основу анализе сачуваних зидова. Пратећи распоред ложишта и пушкарница верује се да је у објекту постојало око двадесет просторија за смештај путника. Каравансарај је зидан од ломљеног камена какав је употребљен и за градњу тврђаве. Ложишта су истоветне обраде као и она у кулама.
Године 1839. унутар порушених зидова саграђена је православна црква посвећена архангелу Михаилу, а простор који је некада био унутрашњост каравансараја постао је црквена порта. Цркву је у то време осликао Живко Павловић, познатији као Молер из Пожаревца, чија ће унука Милена Павловић Барили касније стећи светску славу као уметница. Изградњом цркве унутар караван сараја настао је јединствен спој, на први поглед две неспојиве целине. Један комерцијални, исламски објекат спојен је са религиозним, хришћанским објектом, чинећи складну целину. Крајем 20. века већ оронула црква је срушена, а на њеним темељима саграђена је нова, која се данас овде налази.

## Радови на обнови Тврђаве
Рамска тврђава је, до реконструкције 2015. била доста добро очувана. Куле су биле у добром стању, изузев југоисточне чији је предњи део био скоро у потпуности уништен. Бедеми тврђаве били су у солидном стању, док је мали бедем био присутан у траговима. Унутар тврђаве, уз западни бедем налазили су се остаци грађевине са основом правилног осмоугла са страницама дужине 3 м. Недалеко од утврде су Турци подигли каравансарај око кога се временом развило данашње место. Цео простор тврђаве је археолошки испитан током 1980. године. У некадашњем каравансарају је 2008. године подигнута православна црква, на темељима старе, из 1839. Током 2012. изнет је план о реконструкцији Рамске тврђаве.

### Инфраструктурни радови 2013.
Под покровитељством републичког завода за заштиту споменика у Београду и регионалног у Смедереву, као вршилаца надзора током спровођења радова, у периоду од 21.10.2013. до 19.11.2013. године обављени су инфраструктурни радови на уређењу Тврђаве Рам. Радови су обухватали поред уређења терена и израду надстрешнице око Донжон куле, ради безбедности посетилаца и постављање информационе табле. Највећи обим послова је сконцентрисан на нивелисању површина терена и уклањање крупног растиња са прикупљањем камена.

### Реконструкција 2015.
Крајем априла 2014. године, потписивањем уговора са турском агенцијом за међународну сарадњу и развој ТИКА започела је израда пројекта обнове тврђаве Рам. Сам пројекат је био вредан око 170.000 евра, а целокупна обнова тврђаве, са каравансарајом и хамамом око 2 милиона евра. Почетак радова, планиран за јесен 2014. каснио је око годину дана. Због тога је и завршетак радова каснио, па је уместо 2018, како је планирано, реконструкција је завршена почетком 2019. године и постала је део заједничке туристичке и културне руте. Званично отварање тврђаве било је 2. марта 2019, а за туристичке посете отворена је у августу исте године.

## Рам данас
Локалитет Рамске тврђаве захвата површину од око 850 м² Представља занимљиву туристичку дестинацију, посебно што се у близини налазе и други популарни локалитети, какви су Смедеревска тврђава, Голубачка тврђава, археолошко налазиште Виминацијум, Сребрно језеро и Пожаревац у коме се може посетити Галерија Милене Павловић-Барили и Ергела Карађорђево.
Кроз Рам пролази и Дунавска бициклистичка рута и сваке године неколико десетина хиљада туриста бициклиста посети Рам.
Посебну атракцију представља редовни линијски скелски прелаз Рам - Банатска Паланка. Скелом се од Рама може стићи до Делиблатске пешчаре.
Ово културно добро има вишеструки значај за очување историјске нити и културног идентитета нашег друштва. За првих 6 месеци од када је, у августу 2019. званично постала једна од пожељнијих туристичких дестинација у Србији, Рамску тврђаву посетило је 7.000 туриста.

## Легенде
Једна легенда каже да је на тврђави живео султан који је на Ади Чибуклији имао свој харем у који су довођене најлепше девојке овог краја. Он је са Пашом и истакнутим војсковођама често ишао на острво на „Чибук“ (турцизам – дувањење, пушење дувана). Познати хајдук Миленко Стојковић, који је родом из оближњег села Кличевца, једне ноћи упао је на Чибуклију и ослободио све девојке, које су се након ослобођења прикључиле Миленковом хајдучком одреду и постале најлепша, али убиствена хајдучка трупа на овом делу Дунава.